# Ján Bahna
Ján Miloslav Bahna (8. dubna 1944, Pukanec — 21. dubna 2024) byl slovenský architekt a pedagog.

## Život
Narodil se 8. dubna 1944 v Pukanci v okrese Levice. Na základní školu chodil do roku 1958 v Pukanci, na jedenáctiletou střední školu poté v Levicích do roku 1961. Vystudoval architekturu na SVŠT v Bratislavě roku 1967 a VŠVU v Bratislavě roku 1970, u profesorů Jozefa Lacka, Vojtecha Vilhana.
Jako architektovi mu jsou cizí strnulé vzory a stereotypní opakování téhož schématu. Dokáže synteticky zvládnout nejrůznější zadání, požadavky uživatele a charakter města a současně reflektovat aktuální architektonické proudy. Jeho aplikace nových podnětů ze světové architektury obohacovaly slovenskou architekturu už od konce 70. let 20. století, ty se vyznačovaly stálým úsilím o konečné nastolení trvajícího a všeplatného ideálu. Trvale a přitom lehce a nenásilně prosazoval nová řešení a nové modely. Nedostával se přitom do přímého konfliktu s vládnoucí mocí, protože jeho přístup byl přirozený i prakticky úspěšný. Ústav, ve kterém tehdy pracoval, však neměl důvěru vedení Svazu architektů a obchodní stavby nemohly, podle tehdejších představ, dobře představovat ideál socialistické architektury.
V letech 1971-1990 pracoval na ŠPUO (Státní projektový ústav obchodu) v Bratislavě. Zde vytvořil vícero významných obchodních staveb. V roce 1972 se stal členem Svazu slovenských architektů. Spolupracoval hlavně s architekty Ivanem Matušíkem, F. Minárikem, L. Mihálikem, F. Kalesným, M. Kolčákem, L. Závodným a statikem P. Čížkem. V letech 1971-1979 pracoval v soukromém ateliéru s profesorem Vojtechem Vilhanem.
Z tohoto období pocházejí stavby vládního salónku i interiérů haly na letišti v Bratislavě 1972-1974 a interiér banky v Žilině 1976-1979.
Od roku 1987 je členem Svazu slovenských výtvarných umělců, 1989 člen Spolku architektů Slovenska a od roku 1993 člen Komory architektů Slovenska. Od roku 1990 působil na Vysoké škole výtvarných umění. Současně založil soukromý ateliér - Bahna, Palčo, Starý, Zavodný. Od roku 1995 - Bahna, Palčo, Starý, Toma. V roku 1999 se přestěhoval do vlastního objektu, rudé věže v Horském parku. Od léta 2000 pracuje v ateliéru generačně třetí sestava. Někteří předchádzející členové s ateliérem spolupracují externě.
V současnosti se ve svém AA ateliéru architektury věnuje široké škále projektů od interiéru, přes rekonstrukce, novostavby až po urbanismus. Zpracovává studie, projekty, realizační projekty, inženýrskou činnost až po autorský dozor. V době své činnosti realizoval širokou škálu staveb, obdržel vícero ocenění.
AA Ateliér Architektury vznikl v roce 1990 odchodem J. Bahny a Ľ. Závodného ze ŠPÚO - Pro Linea. Nejprve pracoval v sestavě Bahna - Palčo - Starý - Závodný. Za 40 let své architektonické tvorby realizovali a rekonstruovali více než 60 objektů, většinou v Bratislavě.
Od roku 1990 je vedoucím ateliéru architektury III. na Vysoké škole výtvarných umění v Bratislavě. V jeho ateliéru až doposud absolvovalo školu více než 50 architektů.
Od roku 2000 působí ve Spolku architektů Slovenska jako jeho viceprezident pro Bratislavu.

## Dílo

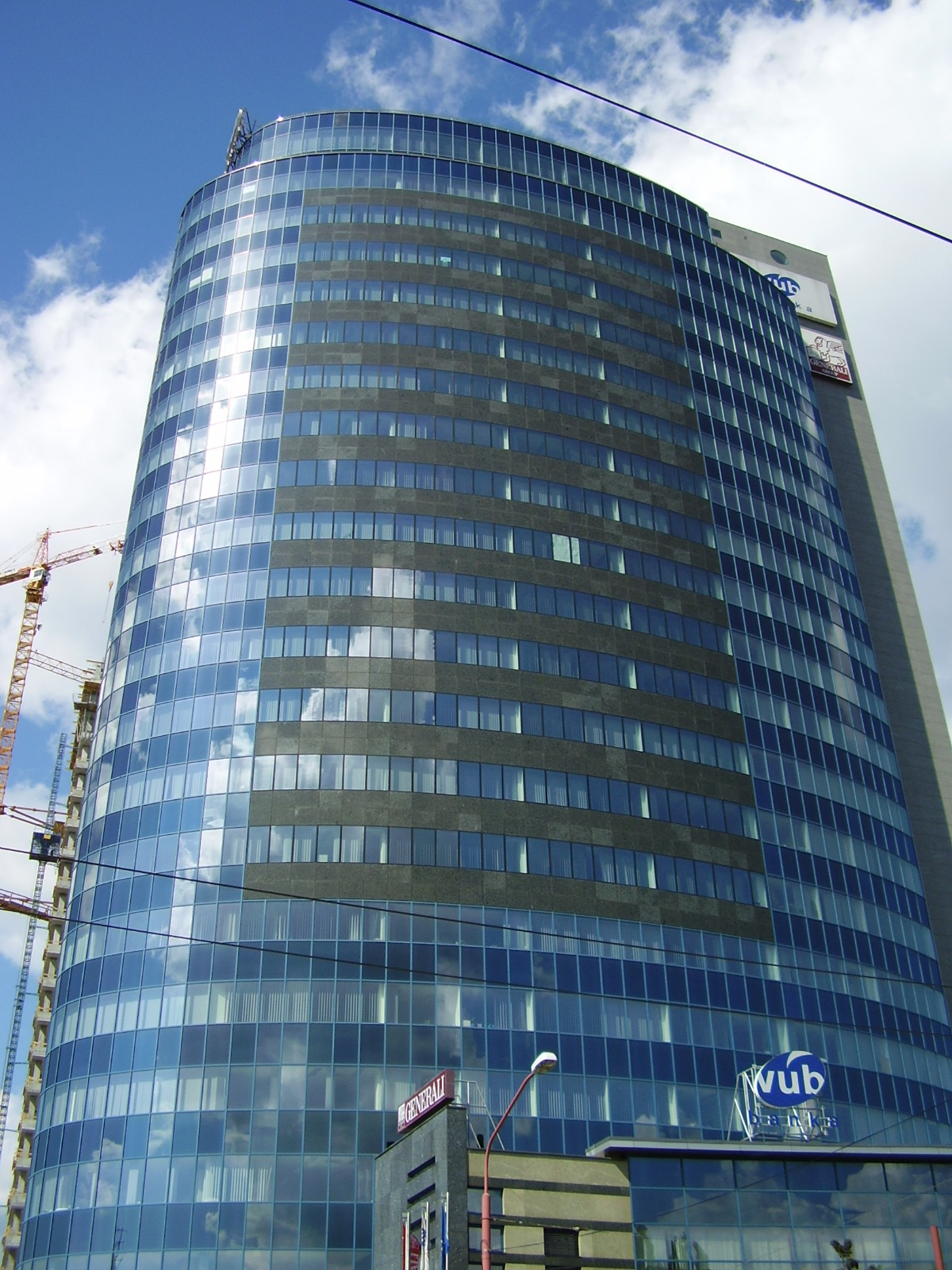
Centrála VÚB - Jedno z Bahnových nejvýznamnějších děl

- Bratislava, Bratislava Ivánka, Čadca, Žilina
- Vládní salónek na letišti v Bratislavě vznikl v roce 1973 ve spolupráci s prof. Vojtechem Vilhanem.
- Banka v Žilině 1976 – 1979.
- Dům Odívání 1975 - 1985.
- Stavby OD Ružinov 1977 – 1984
- Banka v Čadci 1980 – 1984
- Budova centrály Všeobecné úvěrové banky

Mlynské Nivy 1, Bratislava 1994 - 1996
Stavba roku 1997 a Cena Dušana Jurkoviče 1997.
- Vysoká škola výtvarných umění (nadstavba)

Drotárska cesta, Bratislava
- Evangelická bohoslovecká fakulta UK

Bartókova ulice, Bratislava
- Československá obchodní banka, Náměstí SNP 29, Bratislava